# Michelle Borth
Michelle Borth (Nova Iorque, 19 de agosto de 1978) é uma atriz americana que interpretou personagens em The Forgotten e na série da HBO Tell Me You Love Me. Ela é conhecida também por interpretar Catherine Rollins no drama policial da CBS Hawaii Five-0.

## Biografia
Michelle nasceu e cresceu na cidade de Nova Iorque. Sua mãe é de descendência italiana e dona de uma empresa de materiais de construção. Ela tem dois irmãos mais novos. Tinha ambição por se tornar uma ginasta, e mais tarde, decidiu seguir carreira de atriz. Ela matriculou-se na Pace University, onde recebeu o título de Bacharel em Belas Artes em 2001.

## Carreira
Os créditos anteriores de Borth incluem os filmes Wonderland, Trespassers, The Sisterhood, Silent Warnings, Rampage: The Hillside Strangler Murders e Komodo vs. Cobra ; e participações especiais no episódio " What Is and What Should Never Be " de Supernatural e no episódio "Trade" de Law & Order: SVU . Ela também apareceu na campanha publicitária "Lunch Break" do Burger King . Ela também apareceu no vídeo " Bigger Than My Body ", de John Mayer.
Em 2008, ela encerrou o filme independente TiMER com Emma Caulfield e Desmond Harrington, e apareceu no filme de comédia da Endgame Productions, A Good Old Fashioned Orgy com Leslie Bibb, Lake Bell e Jason Sudeikis.
Em 2010, Michelle apareceu na versão de 2010 de Hawaii Five-0 na CBS, onde ela apareceu intermitentemente como a namorada de Steve McGarrett, a tenente Catherine Rollins. Em 26 de março de 2012, a CBS anunciou que a atriz se tornaria um personagem regular no Hawaii Five-0 nas temporadas 3 e 4. Em 27 de março de 2014, foi anunciado que ela não retornaria para a quinta temporada, com o motivo de sua saída permanecendo incerto. No entanto, ela retornaria no final da 5ª temporada da série como atriz convidada. Em julho de 2015, foi anunciado que Michelle teria um papel recorrente nos três primeiros episódios da 6ª temporada da série. Em 8 de setembro de 2016, foi anunciado que Borth retornaria como convidado para o 150º episódio do programa. Em 19 de março de 2018, foi anunciado que Borth retornaria à série como estrela convidada para o vigésimo episódio da oitava temporada.
Borth estrelou na série dramática de televisão canadense Combat Hospital da Global em 2011, que foi cancelada após sua primeira temporada. Ela aparece no filme Shazam! de 2019 interpretando a versão adulta de Mary Bromfield.

## Filmografia

### Filme
| Ano  | Título                                  | Papel                  | Notas                   |
| ---- | --------------------------------------- | ---------------------- | ----------------------- |
| 2002 | In your face                            | Brittany Jarvis        |                         |
| 2003 | Avisos Silenciosos                      | Katrina Munro          | Filme direto para vídeo |
| 2003 | País das maravilhas                     | Sônia                  |                         |
| 2004 | The Sisterhood                          | Devin Sinclair         | Filme direto para vídeo |
| 2006 | Rampage: The Hillside Strangler Murders | Nicole                 | Filme direto para vídeo |
| 2006 | Invasores                               | Ashley                 |                         |
| 2007 | Lucky You                               | Namorada de Josh Cohen |                         |
| 2010 | Timer                                   | Steph DuPaul           |                         |
| 2011 | A Good Old Fashioned Orgy               | Sue Plummer            |                         |
| 2015 | Easy Rider: The Ride Back               | Vanessa Monteague      |                         |
| 2017 | Teenage Cocktail                        | Lynn Fenton            |                         |
| 2019 | Shazam!                                 | Super-heroína Mary     |                         |

### Televisão
| Ano                  | Título                            | Papel                 | Notes                                                          |
| -------------------- | --------------------------------- | --------------------- | -------------------------------------------------------------- |
| 2002                 | Off Centre                        | Carly                 | Episodio: "P.P. Doc II: The Examination Continues", October 10 |
| 2004                 | Center of the Universe            | Peggy                 | Episodio: "And the Silver Medal Goes To..."                    |
| 2005                 | Komodo vs. Cobra                  | Dr. Susan Richardson  | Telefilme                                                      |
| 2005                 | Freddie                           | Nikki                 | Episodio: "After Hours"                                        |
| 2007                 | Supernatural                      | Carmen Porter         | Episodio: "What Is and What Should Never Be"                   |
| 2007                 | Tell Me You Love Me               | Jamie                 | Elenco principal                                               |
| 2008                 | Law & Order: Special Victims Unit | Avery Hemmings        | Episódio: "Trade"                                              |
| 2008                 | The Cleaner                       | Lisa                  | Episódio: "Back to One"                                        |
| 2009–2010            | The Forgotten                     | Candace Butler        | Elenco principal                                               |
| 2010                 | Matadors                          | Juliana Lodari        | Telefilme                                                      |
| 2010                 | Dark Blue                         | Sharon Perry          | Episódios: "Personal Effects", "Dead Flowers"                  |
| 2010–2016, 2018–2020 | Hawaii Five-0                     | Lt. Catherine Rollins | Papel recorrente                                               |
| 2011                 | Combat Hospital                   | Maj. Rebecca Gordon   | Elenco principal                                               |
| 2018                 | Devious Nanny                     | Elise                 | Telefilme                                                      |
| 2020                 | No Good Deed                      | Karen                 | Telefilme                                                      |
| 2021                 | The Christmas Thief               | Lana Lawton           | Telefilme                                                      |